# 定明山摩岩造像
定明山摩岩造像位於重慶市潼南縣城郊（現屬重慶市），文物遺址年代隋至民國。2000年9月7日列為第一批重慶市文物保護單位。
定明山摩岩造像以大佛之公路為界劃分為東岩和西岩2處。東岩，自大佛寺右側百餘公尺處之鷹岩起至麻雀岩止，編1-27號；西岩在大佛寺西里許，俗名岩洞灣，又稱千佛岩，編為1-99號。